# Days of Thunder (videogioco 1990)
Days of Thunder è un videogioco simulatore di guida pubblicato nel 1990 per Amiga, Atari ST, Commodore 64, Game Boy, MS-DOS, Nintendo Entertainment System e ZX Spectrum dalla Mindscape. È tratto dal film Giorni di tuono e consiste in gare di stock car con prospettiva tridimensionale. Ci sono rilevanti differenze tra le versioni, soprattutto tra quelle per computer a 16 bit e le altre.
La versione per Game Boy, sviluppata dalla Argonaut Games e uscita più tardi (1992), rappresentava uno dei primi esempi di gioco con vista 3D in prima persona per quella console portatile.
Per la console NES fu sviluppata una versione da Chris Oberth (1953-2012, noto soprattutto per Anteater), ma infine la Mindscape pubblicò la versione sviluppata indipendentemente dalla Beam Software, più simile a quelle per altre piattaforme. Il programma del tutto differente di Oberth fu recuperato e divulgato nel 2020.

## Modalità di gioco
Il giocatore impersona Cole Trickle, protagonista del film, e deve affrontare un campionato statunitense di stock car composto da una serie di gare su circuiti come Daytona e Atlanta, competendo in una classifica di punteggio totale con diversi altri piloti. I circuiti sono in numero variabile a seconda della piattaforma (4 su DOS, 5 su Amiga, 6 su C64, 7 su NES, ecc.) e sono di forma leggermente diversa, ma tutti anelli semplici, dove le curve sono sempre a sinistra con la pista inclinata.
In gara, nelle versioni Amiga, Atari ST, Game Boy e MS-DOS, la visuale è in prima persona da dentro l'abitacolo, con specchietto retrovisore. Sui computer, l'esterno è in grafica vettoriale piena ed è disponibile un buon numero di altre inquadrature, interne ed esterne, tra cui otto viste dall'alto che mostrano un determinato avversario; le inquadrature sono selezionabili in ogni momento dal giocatore, ma a parte quella in prima persona frontale, si possono osservare solo brevemente perché nel frattempo l'auto continua la corsa e non si vede dove sta andando. Nel caso del Game Boy la grafica vettoriale è in semplici linee nere su bianco e l'inquadratura non è variabile.
Nelle versioni Commodore 64, NES e ZX Spectrum l'inquadratura è in terza persona, da dietro la vettura, che si sposta a destra e sinistra rispetto allo schermo. In basso è comunque visibile il cruscotto dell'auto.
I controlli sono sterzo, accelerazione e freno. Il cambio manuale è presente soltanto su Amiga, Atari ST (5 marce e retromarcia), Commodore 64 e ZX Spectrum (4 marce). Non è necessario tenere sempre premuto l'acceleratore; a meno di eventi che rallentano l'auto, la velocità raggiunta viene mantenuta automaticamente.
Ogni gara consiste prima in una prova di qualificazione di pochi giri, gareggiando da solo. Il tempo ottenuto determina la propria posizione iniziale sulla griglia di partenza nella successiva gara con gli altri concorrenti. Non è necessario arrivare sempre primi, ma il piazzamento determina il punteggio in classifica.
Durante la gara l'auto si può danneggiare per gli scontri e l'usura. Nelle versioni Commodore 64, NES e ZX Spectrum, nel cruscotto è presente un indicatore esplicito a colori dello stato delle quattro gomme e di altre parti danneggiabili. Perdere una gomma costringe il pilota a dirigersi lentamente verso i box, mentre fondere il motore mette fine alla gara, così come schiantare l'auto o finire il carburante. Nella versione Amiga e simili, a inizio gara e in caso di incidenti è presente la bandiera gialla della safety car, nel qual caso non si deve superare o si è squalificati.
Il giocatore si può fermare al pit stop, presente nei pressi della linea di traguardo, per cambiare le gomme, riparare i danni e rifornire la benzina, al prezzo della perdita di tempo reale.
Nelle versioni Amiga, Atari ST e DOS le varie operazioni al pit stop si attivano con la semplice selezione di icone; qui si possono anche regolare l'efficienza dei freni e la sensibilità dello sterzo.
Nelle altre versioni il pit stop è un minigioco dove si ha un controllo più diretto dei meccanici. Mentre l'auto è mostrata dall'alto, con sistemi più o meno complessi si deve procedere a far sollevare l'auto ai due lati e attivare ciascun meccanico.
In versione NES e almeno Commodore 64, tra una gara e l'altra, se il giocatore sta andando male lo sponsor può richiedere di dimostrare la sua abilità in un test a cronometro, pena la sospensione definitiva.
Solo le versioni Amiga e Atari ST dispongono di una modalità multigiocatore a due in simultanea, tramite collegamento via cavo null modem tra due computer (anche un Amiga con un Atari ST).

## Accoglienza
Days of Thunder ricevette in media un'accoglienza leggermente negativa dalla critica, più o meno in tutte le versioni, eccetto quella per Game Boy che andò abbastanza bene, con una media dei voti conosciuti vicina al 75%.
Per le altre piattaforme i giudizi delle singole testate furono molto variabili, da pessimi a buoni. Un raro caso di giudizio ottimo venne dalla rivista Joystick, che votò 90% le versioni Amiga e MS-DOS e 86% quella Atari ST.
Una critica fatta da diverse riviste è al tipo di gare simulate, che per natura hanno piste quasi ovali dove si curva sempre solo a sinistra, rendendo il gioco noioso e ripetitivo.
Secondo K (NES 68%) il punto debole era infatti nella giocabilità; questo genere di gare nella realtà diventa avvincente quando in pista ci sono situazioni affollate, ma nel gioco difficilmente si trovano molte auto vicine.
The Games Machine (DOS 69%, Amiga 65%) giudicò ben poco realistica la fisica del gioco, e troppo bassa la difficoltà generale. La versione Amiga inoltre risultava più lenta e più povera graficamente rispetto a quella DOS. Consolemania (Game Boy 67%) si lamentò della poca funzionalità dei controlli. Zzap! (C64 52%) trovò il gioco troppo semplice oltre che ripetitivo.